# Sankt Georg (Schiff, 1905)
SMS Sankt Georg war ein Panzerkreuzer der k.u.k. Kriegsmarine, der als stärker bewaffnete Variante des Kreuzers Kaiser Karl VI. geplant wurde. Das Schiff absolvierte mehrere Auslandsreisen, wurde anschließend im Ersten Weltkrieg eingesetzt und spielte eine Schlüsselrolle beim Matrosenaufstand im Februar 1918. Nach dem Krieg wurde das Schiff abgewrackt. Der Kreuzer war nach dem Heiligen Georg benannt.

## Geschichte

### Baugeschichte

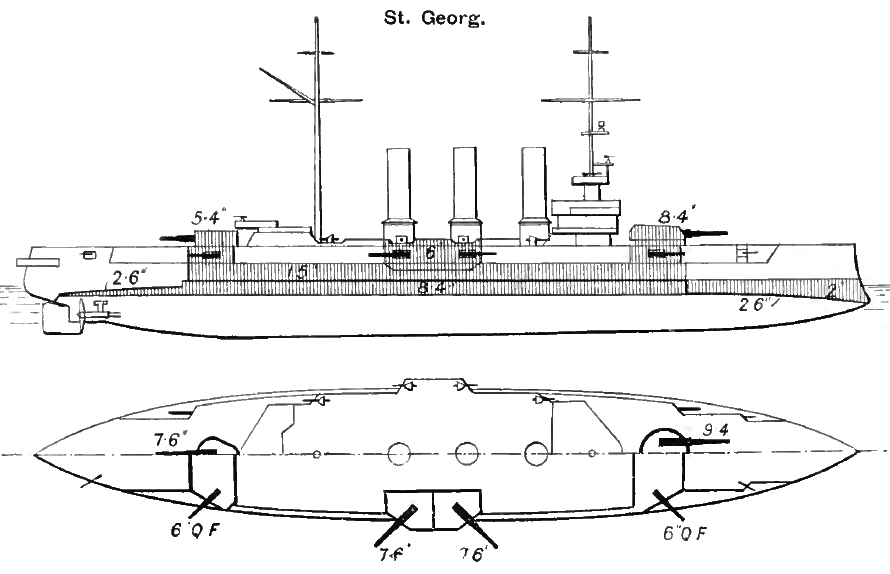
Panzerungs- und Bewaffnungsschema der Sankt Georg.

Als Antwort auf die von Italien in den Jahren 1898–1902 gebauten drei Panzerkreuzer der Varese-Klasse genehmigten der österreichische und der ungarische Reichstag im Jahre 1900 die Mittel für den Bau eines dritten Panzerkreuzers zu den bereits vorhandenen Kaiser Karl VI. und Kaiserin und Königin Maria Theresia. Die Kiellegung erfolgte am 11. März 1901 im Marinearsenal Pola. Stapellauf war am 8. Februar 1903, Indienststellung am 31. Juli 1905. Gemäß den damals üblichen Gepflogenheiten verfügte das Schiff über eine große Anzahl von Rohrwaffen unterschiedlichen Kalibers.

### Friedens- und Kriegseinsätze
- 1905 – nahm das Schiff zusammen mit der Szigetvár am Unternehmen der internationalen Eingreifflotte in der Levante teil.
- 1906 – Levantekreuzfahrt
- 1907 – Gemeinsam mit der Aspern in die USA zum Besuch zur 300-Jahr-Feier von Jamestown/Virginia
- 1913 – Anlässlich des Balkankrieges Patrouillenfahrten vor der Montenegrinischen Küste
- 7. August 1914 – Läuft mit der gesamten Flotte aus, um die deutschen Kriegsschiffe Goeben und Breslau nach Pola zu geleiten. Abbruch der Mission, die Sankt Georg kehrt in Höhe von Kap Blanca um.
- 23. Mai 1915 – Einsatz der gesamten k.u.k. Flotte gegen die italienische Ostküste. Beschießung von Rimini durch die Sankt Georg.
- 18. Juni 1915 – Im Verband mit der Szigetvár Beschießung von Rimini, Persaro und Metauro.
- 3. Februar 1916 – Im Verband mit der Helgoland Beschießung von St. Vito und Ortona.
- 28./29. August 1916 – Teilnahme am Flottenvorstoß vor die italienische Ostküste
- 15. Mai 1917 – Schiffsverband mit der Sankt Georg läuft zur Unterstützung der sich im Seegefecht in der Straße von Otranto befindlichen Novara-Gruppe aus.

### Matrosenaufstand

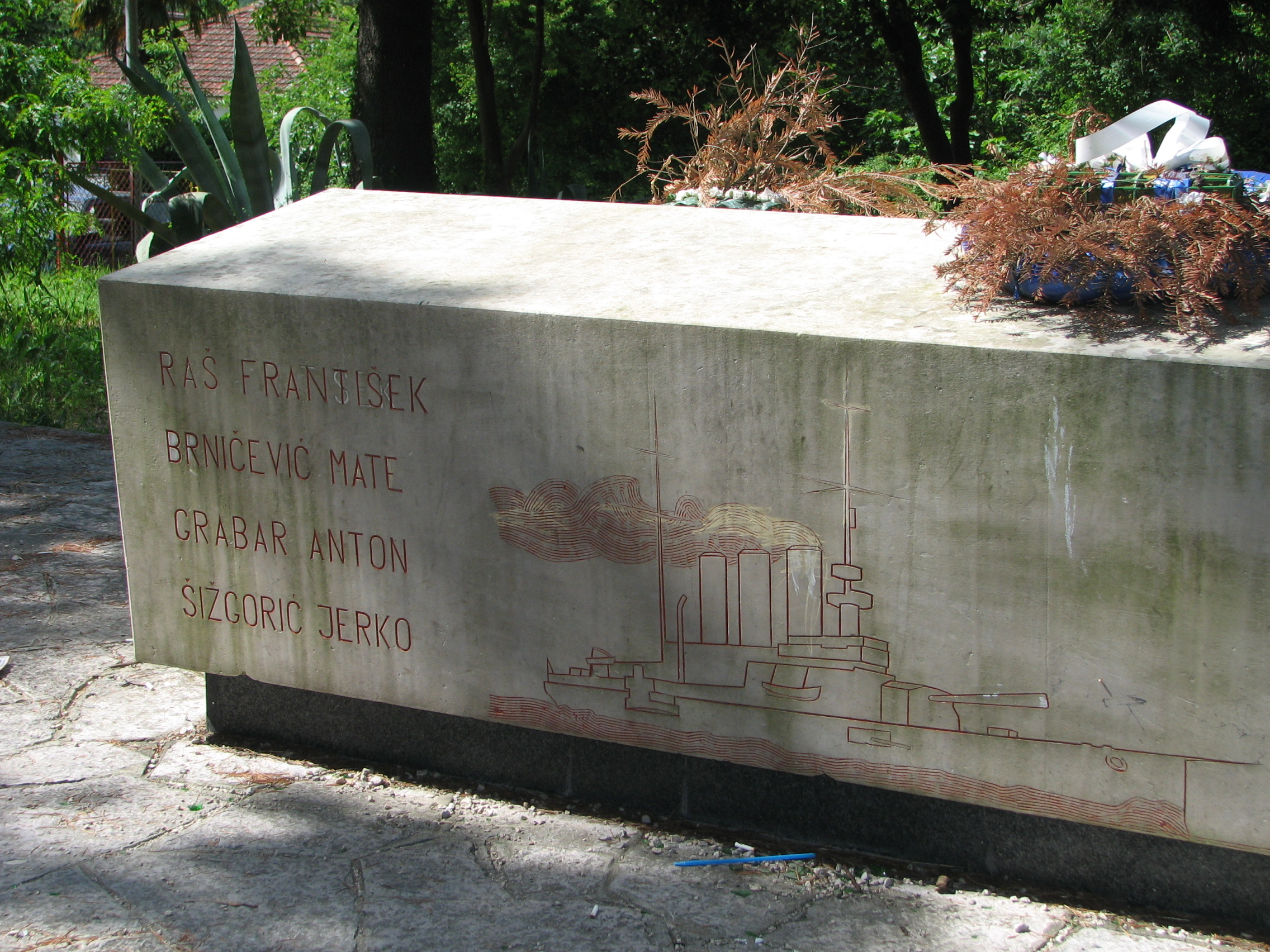
Gedenkstein vor dem Friedhof Skaljari, etwa 15 Gehminuten von Kotor (Cattaro) entfernt für die nach dem Matrosenaufstand hingerichteten vier Seeleute.

Unter dem Eindruck einer sehr schlechten Versorgungslage, die sich vor allem in Unterernährung zeigte, und inspiriert von der kommunistischen Februar- und Oktoberrevolution 1917 in Russland, beschlossen Matrosen der Sankt Georg im Hafen von Cattaro (Kotor) einen Aufstand zu beginnen. Am 1. Februar 1918 um 12 Uhr übernahmen 30 bewaffnete Matrosen das Schiff und schossen dabei den Gesamtdetailoffizier (Erster Offizier) nieder. Auch auf den Kommandanten wurde geschossen, doch die Kugel verfehlte ihn. Eine Rote Fahne wurde gehisst und Schüsse wurden abgefeuert. Andere Besatzungen im Hafen begannen ihrerseits mit der Übernahme von Schiffen. Der Aufstand weitete sich unter den Schiffen mit großen Besatzungszahlen schnell aus, erfasste jedoch nicht alle kleineren Schiffe. Die deutschen U-Boote und Schiffe im Hafen schlossen sich dem Aufstand ebenfalls nicht an. Ein anschließend einberufener Matrosenrat stellte eine Liste von Forderungen auf. Die Hoffnung, per Funkmeldungen über den Aufstand und die Forderungen, überall in Österreich-Ungarn und besonders im Flottenstützpunkt Pola, breite Unterstützung zu erhalten, erfüllte sich nicht, weil u. a. die Telegraphisten die Geräte manipulierten. Die Armeeeinheiten an Land und die loyal gebliebenen Kriegsschiffe, angeführt vom Kreuzer Helgoland, kreisten die Aufständischen nach drei Tagen ein und verhinderten so deren Flucht aus dem Hafen. Nach einem Ultimatum gaben die Meuterer schließlich auf.
Die gesamte Besatzung der Sankt Georg wurde von Bord geholt und das Schiff wurde entwaffnet, außer Dienst gestellt und als Wohnschiff in Téodo verankert.
Die Rädelsführer Franz Rasch und Anton Grabar, der Matrose Jerko Sizgoric, dem vorgeworfen wurde, den Gesamtdetailoffizier der Sankt Georg niedergeschossen zu haben, und der Matrose Mate Brnicevic der Gäa wurden anschließend zum Tode verurteilt und hingerichtet.
Im Jänner 1920 sprach die alliierten Marinekommission in Paris das Schiff Großbritannien zu, das es zum Abwracken an eine italienische Firma in Tarent verkaufte.

## Technische Daten

### Panzerschutz
- Gürtelpanzer: 165 bis 210 mm
- Deck: 36–45 – 60 mm
- Panzerschotts: 190 mm
- Vordere Barbette: 210 mm
- Vorderer Turm: 50–160 – 200 mm
- Geschützkasematten: 150 mm
- Kommandoturm: 125 bis 200 mm

Anmerkung:
Der Authentizität wegen werden die Ortsnamen in der Schreibweise der k.u.k. Kriegsmarine aufgeführt. Die Verlinkungen verweisen auf die heutigen Gegebenheiten.